# Literatursalon am Kollwitzplatz

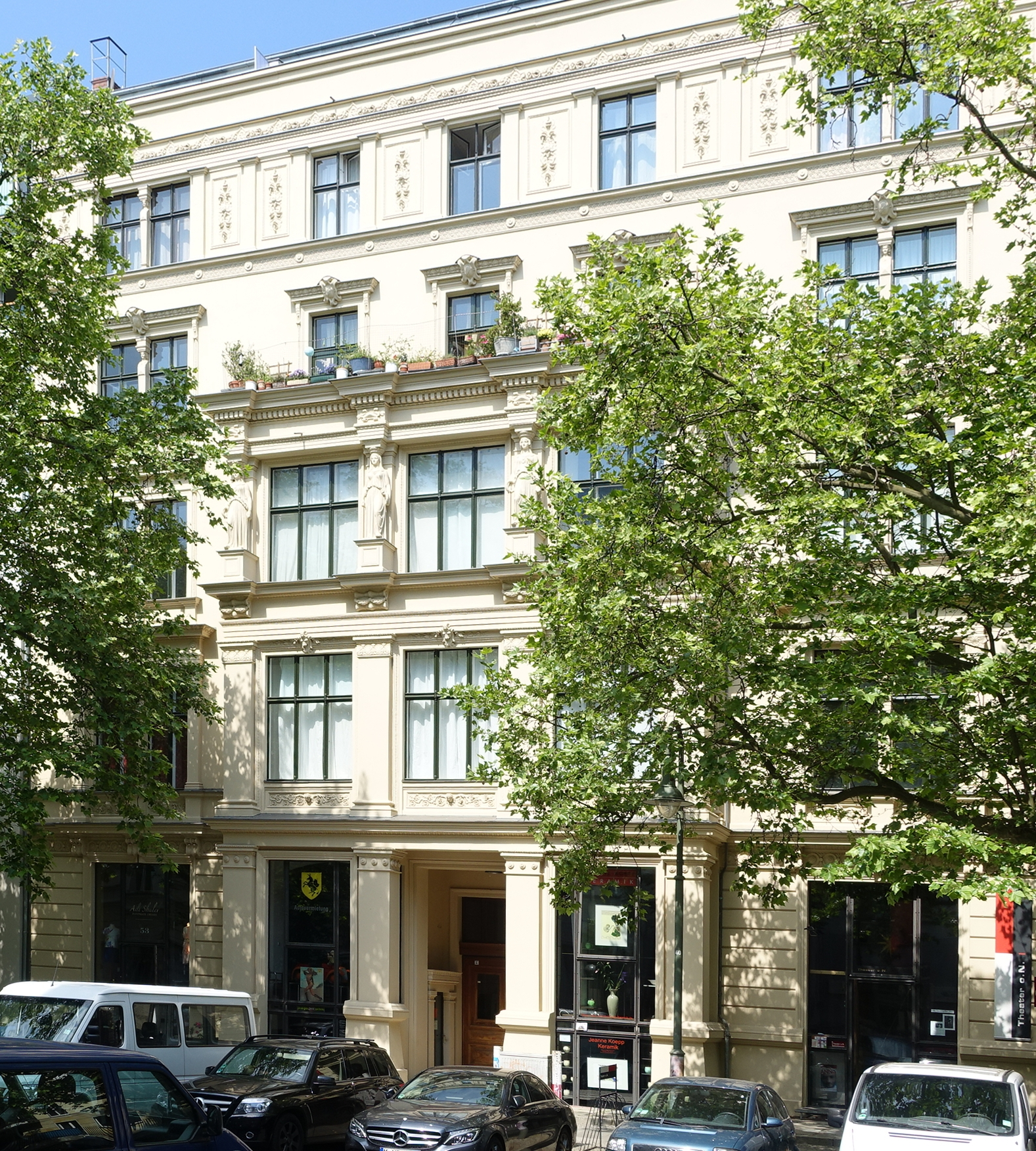
Haus des Literatursalons

Der Literatursalon am Kollwitzplatz ist ein literarischer Salon in Berlin, der als Plattform für die Literaturzeitschrift neue deutsche literatur gegründet wurde.

## Konzept
Im Theater o.N. lädt die Berliner Literarische Aktion jeden ersten Freitagabend im Monat unter Leitung von Martin Jankowski zu Lesungen und Gesprächen über neue Literatur ein. Zu Gast sind deutschsprachige, teilweise auch internationale Schriftsteller, außerdem vereinzelt auch Musiker oder andere Künstler.

## Geschichte
Der Literatursalon ging aus der 1997 begründeten Veranstaltungsreihe „Restauration Walden“ hervor. Am 8. März 2004 eröffnete der Literatursalon erstmals.

## Gäste
Unter den bisher über einhundert Gästen des Salons waren unter anderen Adolf Endler, Antje Rávic Strubel, Ingo Schulze, Uljana Wolf, Gerhard Falkner, Joachim Helfer, Felicitas Hoppe, Lutz Seiler, Elke Erb, Jochen Schmidt, Marc Degens, Susanne Riedel, Cécile Wajsbrot, Annika Krump, Alban Nikolai Herbst, Reinhard Jirgl, Mario Wirz, Ayu Utami, Martin Amanshauser, Daniela Dahn, Jayne-Ann Igel, Jürgen Ploog, Jenny Erpenbeck, Joochen Laabs, Matthias Biskupek, Richard Pietraß, Ann Cotten, Lutz Rathenow, Larissa Boehning, Ron Winkler, Rabea Edel, Peter Wawerzinek, Kerstin Mlynkec, Thomas Kapielski, Ilma Rakusa, Manjushree Thapa, Katja Lange-Müller, Ulrike Almut Sandig, Léda Forgó, Alan Clarke, Wolfgang Ullrich, Christian Hawkey, Emma Braslavsky, Georgi Gospodinow, Uwe Kolbe, Marion Poschmann, Tobias Hülswitt, Tilman Rammstedt, Annett Gröschner, Jakob Augstein, Jakob Hein, Xóchil, Ines Geipel, Nikola Richter, Wolfgang Rüb, Michael Speier, Ulrike Draesner, Steffen Popp, Jörg Albrecht, María Cecilia Barbetta, Dimitri Golynko, Katharina Hacker, Frank Klötgen, Sjón, Ulf Stolterfoht, Donata Rigg, Daniela Seel, Katariina Vuorinen, Alexander Gumz, Olaf Kühl, Julio Carrasco, Tanja Dückers, Inka Parei, Santosh Kumar Brahma, Chandrahas Choudhury, André Kubiczek, Dagmara Kraus, Rajvinder Singh, Brigitte Struzyk, Tom Bresemann, Tanja Langer, Kathrin Schmidt, Eva Menasse, Eugen Ruge, Dorothea Rosa Herliany, Thomas Klupp, Annika Scheffel, Stephanie Gleißner und Monika Zeiner.